# Кольонія-Емська
Кольонія-Емська (пол. Kolonia Emska) — село в Польщі, у гміні Неліш Замойського повіту Люблінського воєводства.
Населення — 92 особи (2011).
У 1975-1998 роках село належало до Замойського воєводства.

## Демографія
Демографічна структура станом на 31 березня 2011 року:
|          | Загалом | Допрацездатний вік | Працездатний вік | Постпрацездатний вік |
| -------- | ------- | ------------------ | ---------------- | -------------------- |
| Чоловіки | 45      | 11                 | 28               | 6                    |
| Жінки    | 47      | 7                  | 25               | 15                   |
| Разом    | 92      | 18                 | 53               | 21                   |